# Norra Råda socken
Norra Råda socken i Värmland ingick i Älvdals härad, ingår sedan 1974 i Hagfors kommun och motsvarar från 2016 Norra Råda distrikt.
Socknens areal var 418,85 kvadratkilometer varav 380,70 land före utbrytningen av staden. År 1933 fanns här 10 480 invånare. Det tidigare bruket Stjärnsfors, tätorterna Hagfors, Uddeholm och Mjönäs samt tätorten Råda med sockenkyrkan Norra Råda kyrka ligger i socknen.   

## Administrativ historik
Socknen har medeltida ursprung. Ur socknen utbröts 1653 Sunnemo socken. 1789 utbröts en del till den då bildade Gustav Adolfs socken. Namnet ändrades den 1 januari 1886 (enligt beslut den 17 april 1885) från Råda socken till Norra Råda.
Vid kommunreformen 1862 övergick socknens ansvar för de kyrkliga frågorna till Råda församling och för de borgerliga frågorna bildades Råda landskommun. Ur församlingen utbröts 1907 Hagfors församling. Hagfors stad bröts ut ur landskommunen 1950 som sedan 1952 utökades och 1974 uppgick i Hagfors kommun. Församlingen uppgick 2010 i Norra Råda-Sunnemo församling.
1 januari 2016 inrättades distriktet Norra Råda, med samma omfattning som församlingen hade 1999/2000.
Socknen har tillhört län, fögderier, tingslag och domsagor enligt vad som beskrivs i artikeln Älvdals härad. De indelta soldaterna tillhörde Värmlands regemente och Älvdals kompani.

## Geografi

Karta över socknen från 1816, ritad av lantmätaren Sven Kolthoff.

Norra Råda socken ligger söder och sydväst om Hagfors kring Klarälven och Rådasjön. Socknen har odlingsbygd vid älven och sjöarna och är i övrigt en kuperad sjörik skogsbygd med höjder som i Rådahöjden når 307 meter över havet.

## Fornlämningar
Boplatser från stenåldern har påträffats. Från bronsåldern finns gravrösen.

## Namnet
Namnet skrevs 1503 Rode och innehåller rudh(a), 'röjning' och kan komma från någon av gårdarna vid kyrkan.

## Berömda personer
Astronauten Buzz Aldrins svenske farfar Karl Johan Aldrin föddes här år 1866.

## Befolkningsutveckling
| Befolkningsutvecklingen i Norra Råda socken 1780–1990                                                    | Befolkningsutvecklingen i Norra Råda socken 1780–1990 | Befolkningsutvecklingen i Norra Råda socken 1780–1990 | Befolkningsutvecklingen i Norra Råda socken 1780–1990 | Befolkningsutvecklingen i Norra Råda socken 1780–1990 |
| --- | ----------------------------------------------------- | ----------------------------------------------------- | ----------------------------------------------------- | ----------------------------------------------------- |
| |                                                       |                                                       |                                                       |                                                       |
| År |                                                       |                                                       | Folkmängd                                             |                                                       |
| 1780 | 1780                                                  |                                                       | 2 449                                                 |                                                       |
| 1790 | 1790                                                  |                                                       | 2 972                                                 |                                                       |
| 1810 | 1810                                                  |                                                       | 2 716                                                 |                                                       |
| 1820 | 1820                                                  |                                                       | 2 981                                                 |                                                       |
| 1830 | 1830                                                  |                                                       | 3 435                                                 |                                                       |
| 1840 | 1840                                                  |                                                       | 3 971                                                 |                                                       |
| 1850 | 1850                                                  |                                                       | 4 704                                                 |                                                       |
| 1860 | 1860                                                  |                                                       | 5 292                                                 |                                                       |
| 1870 | 1870                                                  |                                                       | 6 116                                                 |                                                       |
| 1880 | 1880                                                  |                                                       | 6 698                                                 |                                                       |
| 1890 | 1890                                                  |                                                       | 7 281                                                 |                                                       |
| 1900 | 1900                                                  |                                                       | 8 440                                                 |                                                       |
| 1910 | 1910                                                  |                                                       | 5 128                                                 |                                                       |
| 1920 | 1920                                                  |                                                       | 4 769                                                 |                                                       |
| 1930 | 1930                                                  |                                                       | 4 480                                                 |                                                       |
| 1940 | 1940                                                  |                                                       | 4 320                                                 |                                                       |
| 1950 | 1950                                                  |                                                       | 4 858                                                 |                                                       |
| 1960 | 1960                                                  |                                                       | 4 466                                                 |                                                       |
| 1970 | 1970                                                  |                                                       | 3 889                                                 |                                                       |
| 1980 | 1980                                                  |                                                       | 3 458                                                 |                                                       |
| 1990 | 1990                                                  |                                                       | 3 140                                                 |                                                       |
| Anm: Källor: Umeå universitet - Tabellverket 1749-1859, Demografiska databasen, CEDAR, Umeå universitet. |                                                       |                                                       |                                                       |                                                       |